# Dagestanskije Ogni
Dagestanskije Ogni (russisk: Дагестанские Огни, tr. Dagestanskije Ogni, dansk: ~ Dagestans lys) er en by i den sydrussiske republik Dagestan med 31.412 (2021) indbyggere beliggende ved det Kaspiske hav ca. 120 km syd for republikkens hovedstad Makhatsjkala. Byen blev grundlagt i 1914 og fik officiel status af by i 1990.